# Паршино (Пушкинский район)
Паршино — хутор в составе сельского поселения Царёвское Пушкинского района Московской области. Население — 27 чел. (2010).

## География
Хутор Паршино расположен на северо-востоке Московской области на правом берегу реки Скалба. Хутор окружают отличающиеся по плотности застройки населённые пункты. В пятикилометровой зоне от хутора располагаются сёла: Комягино, Левково, посёлок Зелёный, деревни: Невзорово, Коптелино, Грибово, Костино. Самым близким к хутору поселением является деревня Коптелино. Наиболее большим из перечисленных считается с. Левково (численность населения составляет 416 человек).
Районный административный центр — город Пушкино, располагается в 4,7 км западнее хутора Паршино.
Рядом с хутором располагаются садово-дачные товарищества «Скалба», «Невзорово», «Комягино-2», «Комягино», «Клюковка», «Дружба», «Березка». Среди них по стоимости земельных участков всех превосходит СТ «Дружба» (около дер. Невзорово). В свою очередь, более дешёвыми предложениями располагает СНТ «Клюковка» (что около с. Левково).
В 15-километровой зоне от хутора Паршино возведено приличное количество (приблизительно 10 % для Ярославского направления) посёлков коттеджей элит и бизнес-класса. В настоящее время Ярославское направление на аналогичном расстоянии от московского кольца предлагает 21 — коттеджных застроек. Продвинутое окружение определено коттеджными посёлками с городской инфраструктурой, в списке которых: «Чистые пруды», «Зеленая роща».
Паршино находится всего в 4 км от Ярославского шоссе. Также близкое к хутору шоссе — A-107.
От железной дороги Ярославского направления хутор отдалён на 6 км. Ближайшая станция — Пушкино.

## Население
| 2002 | 2006 | 2010 |
| ---- | ---- | ---- |
| 30   | ↘26  | ↗27  |